# カネローネス
カネローネス（Canelones）はウルグアイの南部に位置する都市でありカネローネス県の県都。
カネローネス県の県都でありながら、同じ県内にあるシウダ・デ・ラ・コスタ、ラス・ピエドラスより人口が少ない（2006年現在）。

## 経済
ワインの生産が主な産業であり、大小様々なブドウ園やワイナリーがある。

## 著名な出身者
- ディエゴ・ルガーノ - 南米最優秀DFにも選出されたサッカー選手。サッカーウルグアイ代表。
- パブロ・ガルシア - サッカー選手。サッカーウルグアイ代表。